# مارتن فليشمان
مارتن فليشمان (بالإنجليزية: Martin Fleischmann)‏ كيميائي بريطاني وعضو في الجمعية الملكية ومعروف في اختصاصه بالكيمياء الكهربائية ادعى اكتشاف الاندماج النووي البارد مع زميله ستانلي بونز ثم اكتشف أن ذلك مجرد خطأ في الحساب.